# Ciro Spontone
Ciro Spontone (Bologna, 1552 circa – 1613 circa) è stato uno scrittore e politico italiano.

## Biografia
Ciro Spontone nacque a Bologna verso il 1552. Appena terminati gli studi, divenne segretario di Cristoforo Boncompagni, vescovo di Ravenna. Passato al servizio del duca Giacomo di Nemours, alla morte di questi (1585), fu chiamato alla corte di Carlo Emanuele I di Savoia. Fu poi al servizio del duca di Mantova Vincenzo I Gonzaga - a fianco del quale nel 1601 partecipò alla guerra d'Ungheria contro i Turchi - e quindi del marchese di Castiglione Rodolfo Gonzaga, che lo nominò suo segretario personale (1592).
Fu segretario del Senato di Bologna dal 1600 al 1610 e governatore di Rovigo.

## Opere
- Nereo poema di Ciro Spontone et alcune altre sue rime, Verona, appresso Girolamo Discepolo, 1588.
- Il Bottrigaro, overo del verso enneasillabo, Verona, presso Girolamo Discepolo, ad istanza del sig. Flaminio Borghetti, 1589.
- La corona del Principe, Verona, presso Girolamo Discepolo, 1590.
- Attioni de' re dell'Vngaria. Breuemente descritte dal caualier Ciro Spontone, Bologna, per Vittorio Benacci, 1602.